# Linia kolejowa nr 165
Linia kolejowa nr 165 – drugorzędna, w większości dwutorowa, zelektryfikowana linia kolejowa znaczenia państwowego, łącząca stacje Bytom Bobrek i Bytom Karb.

## Charakterystyka techniczna
Linia w całości jest klasy D3, maksymalny nacisk osi wynosi 221 kN dla lokomotyw oraz wagonów, a maksymalny nacisk liniowy wynosi 71 kN (na metr bieżący toru). Linia zaopatrzona jest w sieć trakcyjną typu YC120-2C; przystosowana jest do maksymalnej prędkości 120 km/h; obciążalność prądowa wynosi od 1725 A, a minimalna odległość między odbierakami prądu wynosi 20 m. Linia wyposażona jest w elektromagnesy samoczynnego hamowania pociągów. Linia podlega pod obszar konstrukcyjny ekspozytury Centrum Zarządzania Linii Kolejowych Sosnowiec, a także pod Zakład Linii Kolejowych Tarnowskie Góry. Linia dostosowana jest do prędkości 60 km/h, a jej prędkość konstrukcyjna wynosi 80 km/h.
Linia w całości została uwzględniona w kompleksową i bazową towarową sieć transportową TEN-T oraz sieć międzynarodowych linii transportu kombinowanego (AGTC) - fragment linii kolejowej C-E 65.
Na linii zostały wprowadzone ograniczenia w związku z niezachowaniem skrajni - nieodpowiednia odległość międzytorza, słupa trakcyjnego i tarczy manewrowej od osi toru oraz nieodpowiednia wysokość sieci trakcyjnej od poziomu główki szyny.

## Galeria

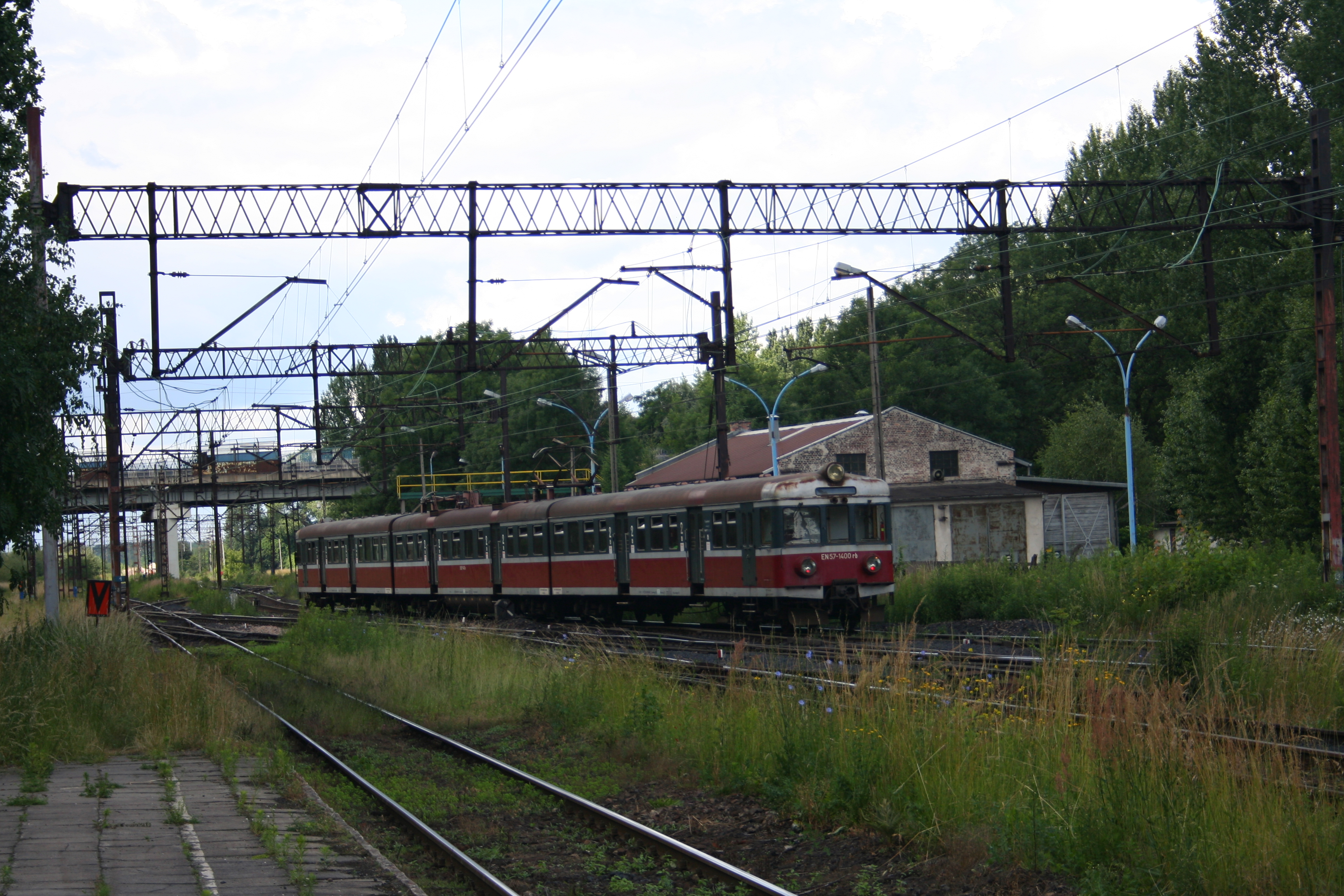
Pociąg kierujący się w stronę stacji Bytom Karb